# تحالف تنمية المالديف
تحالف تنمية المالديف  (بالديفهي: މޯލްޑިވްސް ޑިވެލޮޕްމަންޓް އެލަޔަންސް)‏ هو حزب سياسي في جزر المالديف بقيادة أحمد شيام محمد.

## التاريخ
تأسس الحزب في عام 2012 من قبل أحمد شيام محمد. وكان الاعتراف به رسميا من قبل مجلس الشعب في 21 تشرين الأول / أكتوبر، بعد أن كان قد اكتسب 3 نواب; محمد أحمد موسى وأحمد الأمير. أصبح جزءًا من التحالف مع الحزب التقدمي لجزر المالديف، حيث دعم المرشح عبد الله يمين في الانتخابات الرئاسية.
في الانتخابات البرلمانية لعام 2014 فاز بخمسة مقاعد.